# Герб Пухової
Герб Пухової — офіційний символ села Пухова, Рівненського району Рівненської області, затверджений 26 листопада 2021 р. рішенням сесії Олександрійської сільської ради.
Автори — А. Гречило та Ю. Терлецький.

## Опис герба
У зеленому полі золотий лівий перев'яз, вгорі — срібна 8-променева зірка поверх такої ж золотої, внизу — срібна лілея.

## Значення символів
Золота смуга означає дорогу, яка розділяє село на дві частини. Дві зірки уособлюють зміни, які сталися в історії Пухової. Геральдична лілея є символом Богородиці й розповідає про виникнення поселення як німецької колонії Марієндорф.